# Bofors
Bofors est une compagnie industrielle suédoise de fabrication d'armes. Située à Karlskoga, en Suède, elle est issue de la forge Boofors fondée en 1646. L'entreprise moderne a été créée en 1873 avec la fondation de Aktiebolaget (AB) Bofors-Gullspang.

## Description
Cette compagnie est aujourd'hui divisée en :
- BAE Systems Bofors ;
- Saab Bofors Dynamics (en) ;
- Bofors Carl Gustav, fabricant d'armes à feu.

Le plus célèbre des propriétaires de cette firme est Alfred Nobel, de 1894 jusqu'à sa mort en 1896. Il a eu un rôle clé dans sa conversion d'une entreprise d'acier, en une entreprise d'armement (canons) et une entreprise chimique.